# Милуоки (округ)
Округ Милуоки (англ. Milwaukee County) располагается в штате Висконсин, США. Официально образован 6-го сентября 1834 году. По состоянию на 2012 год, численность населения составляла 955 205 человек.

## География
По данным Бюро переписи США, общая площадь округа равняется 3 082,103 км2, из которых 624,191 км2 суша и 2 455,322 км2 или 79,700 % это водоемы.

## Население
По данным переписи населения 2000 года в округе проживает 940 164 жителей в составе 377 729 домашних хозяйств и 225 126 семей. Плотность населения составляет 1 503,00 человек на км2. На территории округа насчитывается 400 093 жилых строений, при плотности застройки около 640,00-ка строений на км2. Расовый состав населения: белые — 65,60 %, афроамериканцы — 24,60 %, коренные американцы (индейцы) — 0,70 %, азиаты — 2,60 %, гавайцы — 0,04 %, представители других рас — 4,20 %, представители двух или более рас — 2,20 %. Испаноязычные составляли 8,80 % населения независимо от расы.
В составе 29,50 % из общего числа домашних хозяйств проживают дети в возрасте до 18 лет, 39,00 % домашних хозяйств представляют собой супружеские пары проживающие вместе, 16,30 % домашних хозяйств представляют собой одиноких женщин без супруга, 40,40 % домашних хозяйств не имеют отношения к семьям, 33,00 % домашних хозяйств состоят из одного человека, 10,70 % домашних хозяйств состоят из престарелых (65 лет и старше), проживающих в одиночестве. Средний размер домашнего хозяйства составляет 2,43 человека, и средний размер семьи 3,13 человека.
Возрастной состав округа: 26,40 % моложе 18 лет, 10,50 % от 18 до 24, 30,30 % от 25 до 44, 20,00 % от 45 до 64 и 12,90 % от 65 и старше. Средний возраст жителя округа 34 лет. На каждые 100 женщин приходится 92,00 мужчин. На каждые 100 женщин старше 18 лет приходится 88,10 мужчин.